# Dicranomyia thamyris
Dicranomyia thamyris är en tvåvingeart som först beskrevs av Alexander 1950.  Dicranomyia thamyris ingår i släktet Dicranomyia och familjen småharkrankar.
Artens utbredningsområde är Venezuela. Inga underarter finns listade i Catalogue of Life.